# Associazione Calcio Brescia 1942-1943
Questa pagina raccoglie le informazioni riguardanti l'Associazione Calcio Brescia nelle competizioni ufficiali della stagione 1942-1943.

## Stagione
Gli eventi bellici stanno trasformando l'Italia in un campo di battaglia. Il Brescia in questo clima ha partecipato al campionato di Serie B, piazzandosi al secondo posto in classifica con 43 punti ottenendo la promozione in Serie A. Le rondinelle sono affidate alle cure del tecnico danubiano József Bánás. Nel campionato di Serie B c'è anche il Palermo Juve, ma dopo 24 giornate la squadra siciliana viene forzatamente tolta dal torneo, perché gli americani sono sbarcati sull'isola, con gravi difficoltà di spostamento, tute le sue 24 gare disputate sono state annullate. Il Brescia disputa un buon torneo e chiude al secondo posto con 43 punti, dietro al Modena con 45 punti. Ottenendo la promozione in Serie A con i canarini, ai danni del Napoli che è terzo con 41 punti, ma ha perso l'ultima di campionato (0-1) contro il Modena. Le favorite del torneo erano le due squadre provenienti dalla Serie A, il Modena ed il Napoli con le loro doti di esperienza e di fondo, invece nessuno aveva fatto i conti con il Brescia, che nel girone di andata aveva sommato anche cinque battute di arresto, ma che poi ha innestato una marcia impressionante nella seconda parte del torneo, la striscia vincente delle rondinelle è composta da 27 punti raccolti in 16 gare, con 11 vittorie di fila, che lo hanno portato ad una insperata promozione, ai danni dei partenopei. Il campionato finisce il 6 giugno 1943, e l'8 settembre con la fine del fascismo sono ormai imminenti.

## Rosa
| N. |                      | Ruolo | Calciatore        |
| -- | -------------------- | ----- | ----------------- |
|    | Italia (bandiera)    | P     | Aldo Olivieri     |
|    | Italia (bandiera)    | D     | Carlo Albini      |
|    | Italia (bandiera)    | D     | Faustino Ardesi   |
|    | Italia (bandiera)    | D     | Aldo Cadario      |
|    | Italia (bandiera)    | D     | Giuseppe Geigerle |
|    | Italia (bandiera)    | D     | Franco Petermann  |
|    | Italia (bandiera)    | D     | Gino Vaghini      |
|    | Italia (bandiera)    | C     | Francesco Alberti |
|    | Italia (bandiera)    | C     | Bruno Arcari      |
|    | Italia (bandiera)    | C     | Renato Cervati    |
|    | Argentina (bandiera) | C     | José Compagnucci  |

| N. |                   | Ruolo | Calciatore       |
| -- | ----------------- | ----- | ---------------- |
|    | Italia (bandiera) | C     | Felice Mariani   |
|    | Italia (bandiera) | C     | Danilo Martelli  |
|    | Italia (bandiera) | C     | Mario Perazzolo  |
|    | Italia (bandiera) | C     | Luigi Sabaini    |
|    | Italia (bandiera) | A     | Renato Calzolai  |
|    | Italia (bandiera) | A     | Mario Ferrari    |
|    | Italia (bandiera) | A     | Pino Morini      |
|    | Italia (bandiera) | A     | Italo Rebuzzi    |
|    | Italia (bandiera) | A     | Carlo Re Dionigi |
|    | Italia (bandiera) | A     | Umberto Romanini |
|    | Italia (bandiera) | A     | Astorre Zanolla  |

## Risultati

### Serie B

#### Girone di andata
| Arbitro: | Curradi (Firenze) |

|             |           |  |
| Cadario 61’ | Marcatori |  |

| Busto Arsizio 11 ottobre 1942 2ª giornata | Pro Patria        | 0 – 0 | Brescia | Stadio Bruno Mussolini\| Arbitro: \| Bertolio (Torino) \| |
| Arbitro:                                  | Bertolio (Torino) |       |         |                                                           |

| Brescia 18 ottobre 1942 3ª giornata | Brescia           | 0 – 0 | Pisa | Stadium di Viale Piave\| Arbitro: \| Zelocchi (Modena) \| |
| Arbitro:                            | Zelocchi (Modena) |       |      |                                                           |

| Arbitro: | Scotti (Taranto) |

|                 |           |                |
| Tontodonati 28’ | Marcatori | 18’ Re Dionigi |

| Arbitro: | Gnocchini (Alessandria) |

|                                           |           |              |
| Re Dionigi 20’ Martelli 29’ Perazzolo 41’ | Marcatori | 72’ Fumagali |

| Arbitro: | Donati (Milano) |

|          |           |  |
| Salvi 8’ | Marcatori |  |

| Arbitro: | Silvano (Torino) |

|                                |           |                   |
| Martelli 14’ Romanini 47’, 65’ | Marcatori | 10’, 31’ Cozzarin |

| Arbitro: | Tassini (Verona) |

|                  |           |              |
| Ulivieri 8’, 26’ | Marcatori | 60’ Calzolai |

| Arbitro: | Zilli (Reggio Emilia) |

|                           |           |             |
| Calzolai 61’ Martelli 72’ | Marcatori | 84’ Galassi |

| Arbitro: | Goracci (Firenze) |

|              |           |              |
| Cattaneo 33’ | Marcatori | 88’ Calzolai |

| Arbitro: | Neri (Vicenza) |

|                             |           |                          |
| Re Dionigi 40’ Romanini 52’ | Marcatori | 9’ Pisani 82’ Bernardini |

| Padova 20 dicembre 1942 12ª giornata | Padova           | 0 – 0 | Brescia | Stadio Silvio Appiani\| Arbitro: \| Silvano (Torino) \| |
| Arbitro:                             | Silvano (Torino) |       |         |                                                         |

| Arbitro: | Zilli (Reggio Emilia) |

|                                        |           |                                     |
| I. Rebuzzi 1’ Calzolai 7’ Romanini 66’ | Marcatori | 48’ (rig.) Costanzo 72’ Carapellese |

| Arbitro: | Poggipollini (Ferrara) |

|  |           |                     |
|  | Marcatori | 40’ (rig.) Calzolai |

| Arbitro: | Biancone (Roma) |

|                         |           |                |
| Cadregari 45’ Viani 80’ | Marcatori | 78’ I. Rebuzzi |

| Arbitro: | Francini (Viareggio) |

|                |           |                |
| Re Dionigi 72’ | Marcatori | 10’, 43’ Banfi |

| Arbitro: | L. Bernardi (Savona) |

|             |           |  |
| Lacelli 57’ | Marcatori |  |

#### Girone di ritorno
| Arbitro: | F. Bianchi (Firenze) |

|  |           |            |
|  | Marcatori | 62’ Morini |

| Brescia 7 febbraio 1943 19ª giornata | Brescia          | 0 – 0 | Pro Patria | Stadium di Viale Piave\| Arbitro: \| Buratti (Milano) \| |
| Arbitro:                             | Buratti (Milano) |       |            |                                                          |

| Arbitro: | Zambotto (Padova) |

|                      |           |  |
| Bellini 50’ Pini 76’ | Marcatori |  |

| Arbitro: | Cambi (Livorno) |

|                                                     |           |              |
| Re Dionigi 15’ Albini 23’ (rig.) Mariani 59’ (rig.) | Marcatori | 7’ Guarnieri |

| Arbitro: | Canavesio (Torino) |

|           |           |                          |
| Zanni 80’ | Marcatori | 63’ Romanini 70’ Martell |

| Arbitro: | Di Pasquale (Varese) |

|                         |           |             |
| Albini 19’ Romanini 81’ | Marcatori | 53’ Foresti |

| Arbitro: | R. Bianchi (Firenze) |

|  |           |                  |
|  | Marcatori | 5’ (aut.) Barbot |

| Arbitro: | Silvano (Torino) |

|                            |           |  |
| Cadario 14’ Re Dionigi 65’ | Marcatori |  |

| Palermo 28 marzo 1943 26ª giornata | Palermo-Juventina | 0 – 0 A Tav. | Brescia | Stadio Michele Marrone\| Arbitro: \| Tonnetti (Roma) \| |
| Arbitro:                           | Tonnetti (Roma)   |              |         |                                                         |

| Arbitro: | Vitali (Treviglio) |

|                             |           |  |
| I. Rebuzzi 46’ Romanini 62’ | Marcatori |  |

| Arbitro: | Galeati (Bologna) |

|           |           |                                                                       |
| Preti 59’ | Marcatori | 7’ Romanini 15’ M. Ferrari 26’ (rig.) Cadario 28’ Albini 70’ Calzolai |

| Arbitro: | Pizziolo (Firenze) |

|                          |           |               |
| Romanini 6’ Martelli 36’ | Marcatori | 41’ Di Prisco |

| Arbitro: | Pizziolo (Firenze) |

|                              |           |  |
| Amenta 38’ Costanzo 65’, 75’ | Marcatori |  |

| Arbitro: | Neri (Vicenza) |

|                                                |           |  |
| Re Dionigi 42’, 57’ Calzolai 62’ B. Arcari 79’ | Marcatori |  |

| Arbitro: | Scorzoni (Bologna) |

|             |           |  |
| Romanini 6’ | Marcatori |  |

| Arbitro: | Fois (Roma) |

|                                    |           |               |
| Zironi 2’ Eliani 4’ Bulgarelli 44’ | Marcatori | 69’ B. Arcari |

| Arbitro: | F. Bianchi (Firenze) |

|                                                      |           |  |
| Martelli 8’, 17’, 27’ Albini 71’ (rig.) Romanini 90’ | Marcatori |  |

### Coppa Italia
| Arbitro: | Bellè (Venezia) |

|                           |           |               |
| Bramanti 10’ De Carli 85’ | Marcatori | 45’ Perazzolo |

## Statistiche

### Statistiche di squadra
Fonte:
| Competizione | Punti | In casa | In casa | In casa | In casa | In casa | In casa | In trasferta | In trasferta | In trasferta | In trasferta | In trasferta | In trasferta | Totale | Totale | Totale | Totale | Totale | Totale | DR  |
| Competizione | Punti | G       | V       | N       | P       | Gf      | Gs      | G            | V            | N            | P            | Gf           | Gs           | G      | V      | N      | P      | Gf     | Gs     | DR  |
| ------------ | ----- | ------- | ------- | ------- | ------- | ------- | ------- | ------------ | ------------ | ------------ | ------------ | ------------ | ------------ | ------ | ------ | ------ | ------ | ------ | ------ | --- |
| Serie B      | 43    | 16      | 12      | 3       | 1       | 34      | 12      | 16           | 6            | 4            | 6            | 19           | 18           | 32     | 18     | 7      | 7      | 53     | 30     | +23 |

### Statistiche dei giocatori
| Giocatore      | Serie B  | Serie B | Coppa Italia | Coppa Italia | Totale   | Totale |
| Giocatore      | Presenze | Reti    | Presenze     | Reti         | Presenze | Reti   |
| -------------- | -------- | ------- | ------------ | ------------ | -------- | ------ |
| F. Alberti     | 2        | 0       | -            | -            | 2        | 0      |
| C. Albini      | 25       | 4       | 1            | 0            | 26       | 4      |
| B. Arcari      | 9        | 2       | -            | -            | 9        | 2      |
| F. Ardesi      | 7        | 0       | -            | -            | 7        | 0      |
| A. Cadario     | 19       | 3       | 1            | 0            | 20       | 3      |
| R. Calzolai    | 24       | 9       | -            | -            | 24       | 9      |
| R. Cervati     | 2        | 0       | 1            | 0            | 3        | 0      |
| J. Compagnucci | 1        | 0       | -            | -            | 1        | 0      |
| M. Ferrari     | 8        | 1       | -            | -            | 8        | 1      |
| G. Geigerle    | 16       | 0       | 1            | 0            | 17       | 0      |
| F. Mariani     | 34       | 1       | 1            | 0            | 35       | 1      |
| D. Martelli    | 33       | 8       | 1            | 0            | 34       | 8      |
| P. Morini      | 4        | 1       | -            | -            | 4        | 1      |
| A. Olivieri    | 34       | -30     | 1            | -2           | 35       | -32    |
| M. Perazzolo   | 33       | 2       | 1            | 1            | 34       | 3      |
| F. Petermann   | 33       | 0       | -            | -            | 33       | 0      |
| C. Re Dionigi  | 21       | 9       | -            | -            | 21       | 9      |
| I. Rebuzzi     | 23       | 3       | -            | -            | 23       | 3      |
| U. Romanini    | 26       | 11      | 1            | 0            | 27       | 11     |
| L. Sabaini     | 14       | 0       | 1            | 0            | 15       | 0      |
| G. Vaghini     | 2        | 0       | -            | -            | 2        | 0      |
| A. Zanolla     | 1        | 0       | 1            | 0            | 2        | 0      |